# Notorious (álbum)
Notorious é o quarto álbum de estúdio do grupo Duran Duran, lançado originalmente em 1986. O disco alcançou a posição #16 na parada britânica e #12 na parada estadunidense. Álbum com nítidas influências de funk, produzida por Nile Rodgers da banda Chic, as canções mais destacadas foram "Notorious", "Skin Trade" e "Meet El Presidente". No Brasil, a balada "A Matter of Feeling" obteve êxito comercial.

## Dificuldades pessoais
O making-of de Notorious durante 1986 foi um momento difícil para o Duran Duran. A banda planejava tirar uma pausa tão necessária após o sucesso de sua turnê mundial de 1984, mas todos os membros da banda haviam acabado trabalhando em um dos dois projetos paralelos (Power Station e Arcadia). Quando chegou a hora de gravar o novo álbum o Duran Duran, eles descobriram que o baterista Roger Taylor estava muito exausto para continuar no negócio da música, enquanto o guitarrista Andy Taylor havia desenvolvido um gosto para os holofotes, bem como para um disco mais maduro, Um som mais pesado do que o resto do Duran Duran estava preparado para prosseguir.
A banda gradualmente persuadiu Andy Taylor de volta de Los Angeles para o Reino Unido para começar a tocar no álbum, mas as disputas pessoais e criativas continuaram e grande parte da comunicação foi realizada por advogados, até que Taylor finalmente se retirou da banda. Há rumores de que Andy foi tão longe quanto tentar impedir que a banda continuasse usando o nome Duran Duran; Desde então, a banda assegurou que o nome é de propriedade exclusiva do membro co-fundador Nick Rhodes.
Além de agora se tornar uma quebra-cabeças de três peças, a banda também começou a atuar como sua própria gerência durante esse tempo, tendo descartado os irmãos Paul e Michael Berrow, que os haviam conduzido durante os primeiros cinco anos. Os arranjos para a próxima turnê "Strange Behaviour", iniciado em março de 1987, bem como as tensões com Taylor, são relatados no documentário Three To Get Ready.
Durante esse período, Andy Taylor começou a interferir com os membros da banda pop de Los Angeles, Missing Persons, que estavam em meio a uma pausa. Warren Cuccurullo, guitarrista do Missing Persons, observando que Taylor não pretendia retornar a Duran Duran, ofereceu seus serviços para eles. Contrataram-no como guitarrista de sessão e turnê; mais tarde ele se tornaria membro efetivo da banda em 1989.
Os restantes três membros da banda original, Rhodes, Le Bon e John Taylor continuaram trabalhando no novo álbum com Cuccurullo e o produtor Nile Rodgers (ele mesmo, um guitarrista de seus dias em Chic), fornecendo o trabalho de guitarra restante. Aliás, com material de três guitarristas, a banda já achou difícil dizer o que o guitarrista acabou jogando no que terminou a trilha. O baterista da sessão, Steve Ferrone, ficou no lugar de Roger Taylor.
Nos próximos anos, a banda se referiu a Notorious como seu álbum inspirado em Alfred Hitchcock. Isto é devido a ter uma série de faixas, intitulado após os filmes de Hitchcock. Além do álbum e single liderado pelo filme Notorious, também havia Vertigo e Rope, o título original de "Hold Me".

## Conflitos com Andy Taylor
De acordo com alguns relatórios, a relação entre Andy Taylor e o resto da banda se deteriorou até o ponto em que ele teve que ser ameaçado de ação legal para fazê-lo voltar ao estúdio, mas que as sessões resultantes eram tão desagradáveis para todos envolveu que a banda finalmente o liberou de qualquer obrigação de registro.
De acordo com as entrevistas, Andy Taylor esteve envolvido em várias sessões para o álbum, e por isso, o trabalho de guitarra em algumas faixas foi realizado por ele. Há uma faixa em seu site oficial em que ele toca violão e canta em "A Matter of Feeling". De acordo com uma entrevista concedida a Warren Cuccurullo em 2004, Andy Taylor também tocou em "American Science", o primeiro violão sendo de Taylor, o segundo de Cuccurullo.

## Singles
O primeiro single e faixa-título do álbum "Notorious" teve bom desempenho nos EUA, alcançando o a 2ª posião e a 7ª posição no Reino Unido. Foi o primeiro single do Duran Duran a ser lançado como um segundo remix 12', encabeçado por um remix de The Latin Rascals.
"Skin Trade" foi uma faixa "estilo David Bowie", notável por ter Le Bon cantando em falsete à la Prince, além da presença pesada da grupo instrumental The Borneo Horns. Desde então, John Taylor já foi citado dizendo que sua desilusão com as paradas começou quando "Skin Trade" não conseguiu chegar ao Top 20 do Reino Unido.
A capa do single "Skin Trade" foi banida em vários países, pois apresentava uma nádega feminina nua pintada. No Reino Unido e nos EUA, o single foi lançado em uma simples capa vermelha, embora a original fosse lançada no Canadá e na França.
Para comemorar a turnê Strange Behavior de 1987, foram encomendados vários remixes promocionais para "Skin Trade", incluindo a "Parisian Mix" e o "S.O. Dub". Estes foram inicialmente lançados em um promocional de 12 dólares com os mixes de "Meet El Presidente" no flip-side.
"Meet El Presidente", lançado para coincidir com a turnê em abril de 1987, alcançou a 24ª posição no Reino Unido. Foi o primeiro single a ser lançado em CD (número de catálogo CD TOUR 1), que apresentou todas as faixas do single em vinil de 12". Nos EUA, o single foi lançado sob o título "The Presidential Suite".
"A Matter of Feeling" foi lançada apenas como single promocional no Brasil, em janeiro de 1988. Antes disso, foi incluído na trilha sonora original da telenovela Mandala de 1987, produzida pela Rede Globo.
Para aumentar o interesse no álbum, uma coleção de remixes não disponíveis foi lançada em um pacote promocional 12", chamado Master Mixes, nos EUA e Hong Kong.

## Faixas
1. "Notorious"  – 4:18
2. "American Science"  – 4:43
3. "Skin Trade"  – 5:57
4. "A Matter Of Feeling"  – 5:56
5. "Hold Me"  – 4:31
6. "Vertigo (Do The Demolition)" – 4:44
7. "So Misled"  – 4:04
8. "Meet El Presidente"  – 4:19
9. "Winter Marches On"  – 3:25
10. "Proposition"  – 4:57

### Singles
1. "Notorious" (Outubro de 1986)  #7 GBR, #2 EUA
2. "Skin Trade" (Fevereiro de 1987)  #22 GBR, #39 EUA
3. "Meet El Presidente" (Abril de 1987)  #24 GBR, #70 EUA

## Paradas
Álbum
| Ano  | Parada musical | Posição |
| ---- | -------------- | ------- |
| 1986 | Billboard 200  | 12      |
| 1986 | UK Albums      | 16      |

## Créditos
- Simon Le Bon - Vocal
- John Taylor - Baixo
- Nick Rhodes - Teclado

Com:
- Warren Cuccurullo - Guitarra
- Andy Taylor - Guitarra
- Nile Rodgers - Guitarra
- The Borneo Horns - Trompetes
- Curtis King - Vocal de apoio
- Brenda White-King - Vocal de apoio
- Tessa Niles - Vocal de apoio
- Cindy Mizelle - Vocal de apoio
- Steve Ferrone - Bateria